# История христианства в Центральной Азии
Христианство в Центральной Азии имеет длительную историю. Первые упоминания о среднеазиатском христианстве относятся к III веку. В Раннее Средневековье христианство несторианского толка становится одной из ведущих религий региона наряду с зороастризмом и буддизмом. Закат христианства начинается с арабским завоеванием, после которого христианское население перешло в ислам. Ко времени Высокого Средневековья относится миссионерская деятельность католической церкви в регионе. Возрождение христианства в Средней Азии относится к XIX веку и связано с покорением Средней Азии Россией.

## Античность и Средние Века

### Появление христианства в Центральной Азии
Главным путем проникновения христианства в Среднюю Азию являлся сухопутный путь из Персии. Его носителями являлись как сироязычные подданные персидского шаха, так и христиане Римской империи, бежавшие от гонений. Одним из самых ранних свидетелей присутствия христиан на территории современной Средней Азии является сирийский автор Бардесан. В своем тексте, датируемом 196 годом, он перечисляет различные группы христиан, которые отказались во имя религии от обычаев своих народов, и в числе их упоминает христиан Парфии и Бактрии. Бируни, персоязычный географ XI века, сообщает о появлении в Хорасане христиан в III веке:
Двадцать первого [дня месяца Хазиран] — поминовение Барахии — священника, который принес в Мерв христианство приблизительно через двести лет после смерти Мессии.
Христианство в доисламской Средней Азии было неоднородным – здесь сосуществовали приверженцы различных конфессий: несториане, яковиты, мелькиты, «протокатолики», армяне-халкидониты и др.

### Христианство во владенияхСасанидов
В начале нашей эры значительные части Средней Азии находились под властью Сассанидского Ирана. В этот момент в Иране существовало многочисленное христианское сообщество, которое по большей части было сироязычным. В IV веке шах Шапур II организовывает притеснения христиан и тем вынуждает их мигрировать на Восток.
На Халкидонском соборе в 451 монофизитство окончательно осуждается, монофизиты оказываются в Римской империи вне закона. В результате они ищут убежища в Сасанидском Иране, как ранее их противники — сторонники Нестория. Епископат Селевкия-Ктесифон откалывается от западных церквей и становится независимым патриархатом. Шахи Ирана противопоставляют местную церковь официальному римскому христианству и начинают активно поддерживать этот патриархат. Основным богослужебным языком в Персии и Средней Азии становится сирийский. Миссионерскую деятельность в основном ведёт Селевкийский партриархат, хотя в этом деле участвуют яковиты и, в меньшей степени, православные сирийцы.

### Мерв
Первым епископом Мерва значится Бар Шаба. Он, согласно собственной хронике, излечил от болезни Шираран, сестру царя Шапура, она обратилась в христианство и за это была сослана царём в Мерв. Там она начала миссионерскую деятельность, построила храм и призывает в Мерв Бар Шабу, который прибывает туда с другими священниками и необходимым инвентарем.
Достаточно долгое время в Мерве выпускали монеты с изображением креста на обратной стороне.

#### Мервский некрополь
На городище Мерва найден христианский некрополь, функционировавший до VI века.

#### Хароба Кошук
В 50 км севернее Мерва была обнаружена церковь Хароба Кошук, предположительно использовавшаяся несторианами.

#### Овальный дом
На городище Гяур-кала в Мерве обнаружен так называемый «Овальный дом» — крупное сооружение, представляющее собой прямоугольный двор 16 на 20 метров, по периметру которого расположены одинаковые помещения шириной 2,5 метра. В центре двора находятся три построенных позже помещения. Посуда, найденная в «Овальном доме», относится к 5-6 векам н. э., в платформе здания найдена монета Бахрама IV (399—399 года н. э.) Кроме того, на раскопках были обнаружены различные предметы с христианской символикой. Ученые считают, что овальный дом служил мужским несторианским монастырем.

### Бактрия
Появление христиан в Бактрии относятся к эпохе Кушанского царства. В 549 году христиане из государства Эфталитов отправляют посла ко двору Хосрова Ануширвана с просьбой назначить им епископа. В том же веке государство эфталитов уничтожают тюрки и Иран, в результате христианство получает определённое распространение среди тюрков, о чем сообщает Филоксен Маббугский в своем письме, говоря. что тюркские христиане не уступают в набожности сирийцам, а на собраниях переводят священные книги на родной язык.

### Экспансия на Восток
Патриарху Йешуябу приписывается создание митрополий в Самарканде, Герате, Индии и Китае. О присутствии несториан в VII в. в Китае свидетельствует камень с китайско-сирийской надписью, датируемый 781 годом.

### Согдиана
В Согде в раннее средневековье существовало крупное несторианское сообщество, на согдианском языке написано большое количество христианских документов из Турфана, на городище Пенджикента был найден остракон с фрагментом из сирийской Библии. О существовании христианского храма в Бухаре свидетельствует Наршахи.
В 796 году после основания Багдада калифом Аль-Мансуром, мелькиты Ктесифона во главе с католикосом были перемещены в Чач.
Многочисленные христианские оссуарии обнаружены на городище Афрасиаб, а на развалинах Пенджикента был обнаружен остракон с сирийским текстом псалмов.
В 1995 г. были обнаружены развалины христианской церкви в Ургуте в окрестностях Самарканда. По свидетельству Ибн-Хаукаля, там в X веке существовала христианская община:

В Савадаре есть христианская церковь, где они собираются. Я застал в них христиан, выходцев из Ирака.

Они прибыли сюда из-за благоприятного географического положения и из-за здорового климата и уединённости.

В нём есть места. где можно остановиться (вакуфы); там некоторые из них устраиваются на длительное пребывание.

Местность эта доминирует над большею частью Согда и носит название Вазкерд.
Марко Поло свидетельствовал, что якобы уже после монгольского завоевания в Самарканде была значительная христианская популяция:
Санмаркан — город большой, знатный; живут там христиане и сарацины, подданные племянника великого хана…
…не так давно кровный брат великого хана Жагатай обратился в христианство и владел и этою страною, и многими другими.
Христиане в Самарканде тому, что царь их стал христианином, очень радовались и выстроили большую церковь во имя Иоанна Крестителя, так её и назвали.

### Семиречье

Зелёным цветом выделены монгольские племена, которые приняли несторианство. Крестом отмечены центры митрополий. 600—1400 гг.

В Суябе, перевалочном пункте Великого Шёлкового пути, основанном согдийскими купцами, тоже была обнаружена христианская церковь. Некоторые исследователи причисляют к христианским сооружениям крепость Таш-Рабат в Киргизии. Карлуки, появившиеся в VIII веке в Семиречье, возможно позже обратились в христианство.

### Восточный Туркестан
В Турфанском оазисе в Булайыке существовала христианская община. В Безеклике обнаружены развалины христианского монастыря, в котором сохранилась обширная библиотека на сирийском, согдийском и уйгурском языках, тексты датируются IX—XII веками.
Христианская церковь с хорошо сохранившимися фресками обнаружена в Гаочане.
Обнаружено произведение «Поклонение волхвов» на уйгурском языке.

### Монгольские племена

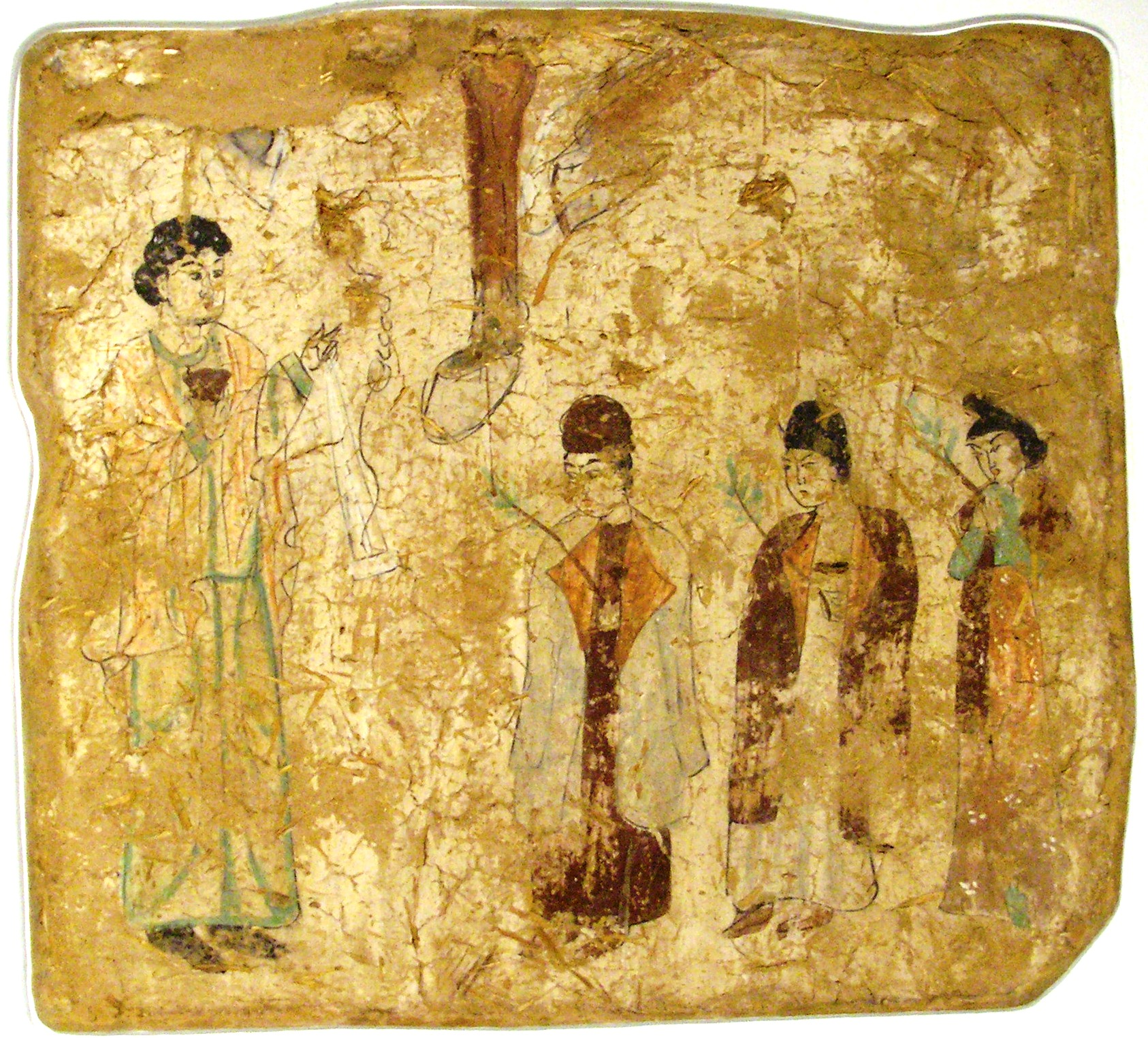
Процессия несторианских священников, уйгурская настенная живопись X в. из Гаочана, Синьцзян-Уйгурский автономный район, Китай

В 1007 г. христианство принял народ кереитов в Монголии. в XII в. была учреждена митрополия в Кашгаре, которой была подчинена также южная часть Семиречья. К XIII—XIV вв. относятся христианские кладбища с сирийскими надписями, открытые в 1886 г. в Семиречье (около Токмака и Пишпека) и в 1902 г. в Кульджинском крае; несторианские селения существовали в ΧIIΙ в. и в сев. части Семиречья. В начале XIII в. было много христиан среди кочевых найманов (в западной части Монголии) и оседлых уйгуров. Есть много свидетельств о христианстве хана Золотой Орды Сартака, побратима Александра Невского. Христианские кераиты, найманы и уйгуры имели значительное влияние при дворе Чингисхана и его преемников в Китае, Средней Азии и Персии; о быте несториан в Монголии подробно говорит путешественник Гийом де Рубрук (1253 г.). Во время правления кагана Мункэ (1251—1259) несторианство было наиболее влиятельной религией в Монгольской империи.
Слухи о распространении христианства на дальнем Востоке вызвали в Европе представление, что нашествия с Востока, которым подвергался мусульманский мир в XII и XIII вв., были делом христиан; получила широкое распространение легенда «о священнике Иоанне», будто бы соединявшем в себе достоинства царя и первосвященника.

### Католическое миссионерство и исчезновение несторианских церквей
В XIV в. с несторианством вступила в борьбу католическая пропаганда; возникли католические епархии в Пекине, Алмалыке (около современной Алма-Аты) и Самарканде; вследствие развития торговли в Среднюю Азию проникли христиане и других исповеданий; на берегу оз. Иссык-Куль был армянский монастырь, в котором показывали мощи св. апостола Матфея.
Успехи ислама и буддизма в XIV в. прекратили деятельность как несторианских, так и других христианских миссионеров. Кровавое гонение на христиан упоминается в 1338 г. (в Семиречье и Кульджинском крае), но оно продолжалось недолго; предание о насильственном истреблении остатков христианства Тимуром не подтверждается письменными источниками. Христианство исчезло постепенно, вследствие прекращения связей со странами христианской культуры, не оставив по себе никаких существенных следов, кроме алфавита сирийского происхождения, перешедшего от уйгуров к монголам и маньчжурам, и некоторых культурных слов.